# Агарь
Ага́рь (ивр. הגר‎, Хагар; др.-греч. Άγαρ; лат. Agar; араб. هاجر‎, Хаджар) — египтянка, рабыня, служанка Сарры во время бездетности последней, ставшая наложницей Авраама и родившая ему сына Измаила.
Когда Исаак, сын Авраама от Сарры, стал подрастать, Агарь вместе с Измаилом по настоянию Сарры были изгнаны из дома Авраама.
Агарь ушла на юг, поселилась в Аравийской пустыне, где Измаил впоследствии стал родоначальником арабских племён, прозванных «измаильтянами» (по его имени) и «агарянами» (по имени его матери). В качестве матери Измаила, традиционно считающегося прародителем арабов, Агарь занимает важное место в арабских преданиях.
В арабской литературе сохранилось много легенд об Агари, в живописи сцена изгнания Агари и Измаила из дома Авраама многократно воспроизводилась художниками всех времён.
В честь Агари назван астероид (682) Агар, открытый в 1909 году.

## В Библии
Согласно Книге Бытия (Быт. 16:1—16; 21:9—21), Агарь — служанка Сарры, которая, став наложницей Авраама, родила ему первого сына — Измаила. Бездетная Сарра в соответствии с существовавшим тогда обычаем предложила Аврааму «войти» к их вывезенной ещё из Египта служанке Агари, чтобы затем усыновить детей от неё (Быт. 30), где так же поступают Рахиль и Лия). Этот обычай отражен во внебиблейских источниках (Нузи и законах Хаммурапи), и, согласно им, жена, которая не могла родить, должна была предоставить мужу свою служанку, рождённые же служанкой дети, если законный наследник так и не появился на свет, считались законными. Уже во время беременности Агарь в надежде передать главенство в семье своему будущему ребёнку возгордилась и стала непочтительна к своей госпоже. В ответ Сарра с соизволения мужа начала притеснять Агарь, и та была вынуждена бежать в пустыню (вероятная этимология имени Агари — бегство, беглая; ср. араб. — бегство). В пустыне у источника её нашел Ангел Господень, убедил смириться и дал ей обетование о сыне и о рождении от него многочисленного воинственного племени. В честь этой встречи источник был назван Беэр-лахай-рои (источник Живаго, видящего меня). Возвратившись к Аврааму, Агарь родила ему сына, названного Измаилом. После того как 14 лет спустя у Сарры во исполнение обетований родился собственный сын Исаак, на пиру в день отнятия его от груди матери конфликт между госпожой и служанкой разгорелся вновь, и Авраам с благословения Бога удалил Агарь и Измаила из дома (обычай, которому также находятся параллели в законодательных текстах Хаммурапи). Заблудившись в пустыне, Агарь едва не потеряла сына, умиравшего от жажды, но Бог спас изгнанников, показав Агари колодец с водой, и подтвердил обетование о происхождении от Измаила великого воинственного народа. В апокрифе книги Бытия сообщается, что Агарь была подарена Аврааму вместе с другими великими дарами фараоном, когда Господь поразил фараона болезнью (Быт. 12). Позднейшие предания дополняют библейский рассказ, делая из Агари дочь фараона и описывая подробности её ссор с Саррой (Берешит Рабба 45; 53).
Апостол Павел в Послании к Галатам понимает рассказ об Агари как аллегорию о синайском законодательстве («нынешнем Иерусалиме») и придерживающихся его иудеях. Им противопоставляется свободная жена Авраама Сарра как праматерь принадлежащих «вышнему Иерусалиму» христиан. Подобно тому как Агарь по повелению Божию удалилась из дома Авраамова, так и иудеи, желающие оставаться под игом закона и после пришествия Христа, не могут быть наследниками Его царства (Гал. 4:22—30). Отношение между Саррой и Агарью и их детьми, судьба Агари и Измаила, по мысли святого Кирилла Александрийского, прообразовали отношение новозаветной и ветхозаветной Церкви и судьбу последней в новозаветное время. Спасение сына Агари в пустыне знаменовало собой спасительную благодать Крещения (Григорий Нисский, св. Слово на день Светов // Творения. Ч. 8. С. 12-13; Епифаний Кипрский, св. Краткое истинное слово о вере вселенской и апостольской церкви. Гл. 7 // Творения. Ч. 5. С. 321).

## В Коране
В исламском предании Агарь называют Хаджар (араб. هاجر‎). Так же, как и в библейской истории, Хаджар является женой Авраама (пророка Ибрахима) и матерью его старшего сына Измаила (Исмаила). Она была дочерью египетского фараона.
Когда Сара вместе с Ибрахимом прибыла из Вавилона в Египет, египетский фараон подарил ей Хаджар, и она сделала ту своей служанкой. Сара на протяжении длительного периода не имела детей и поэтому сама рекомендовала Ибрахиму жениться на Хаджар. После того как Хаджар родила от Ибрахима сына Исмаила, Сара стала ревниво относиться как к младенцу, так и к Хаджар. По этой причине Аллах приказал Ибрахиму увести мать с сыном в район Мекки и оставить их там. Ибрахим повиновался и перевёз их в безводную пустыню, а сам вернулся к себе домой. Через некоторое время у Хаджар закончились запасы воды и она была вынуждена пойти на её поиски. В этот момент под ногами маленького Исмаила появился источник, который называемый Замзам.
Хаджар с Исмаилом поселились возле Замзама, и спустя некоторое время в район Мекки подошло йеменское племя джурхумитов. Они попросили у Хаджар разрешения поселиться здесь, и она разрешила им остаться. Достигнув совершеннолетия, Исмаил женился на джурхумитке, от которой у него родились 12 сыновей. Хаджар умерла и была похоронена недалеко от Каабы в местности Хиджр.

## Образ в кино
- «Библия» (Италия, США, 1966), режиссёр Джон Хьюстон. В роли Агари — Зоя Саллис
- «Авраам: Хранитель веры» (США, Италия, Великобритания, 1994), режиссёр Джозеф Сарджент. В роли Агари — Каролина Роси
- «Ибрахим: Друг Аллаха» (Иран, 2005), режиссёр Мохаммад Реза Варзи. В роли Агари — Рошанак Аджамян

## Галерея
- Авраам и Агарь
- Питер-Йозеф Верхаген. Авраам высылает Агарь из дома. Королевский музей изящных искусств (Антверпен)
- Агарь с сыном в пустыне
- Георге Таттареску Агарь и ангел
- «Явление ангела Агари», Ян Стен, 1645
- «Авраам отпускает Агарь и Измаила», 1640 год, Амстердам